# Manacor
Manacor è un comune spagnolo di 40 548 abitanti situato sull'isola di Maiorca, nella comunità autonoma delle Baleari.

## Storia

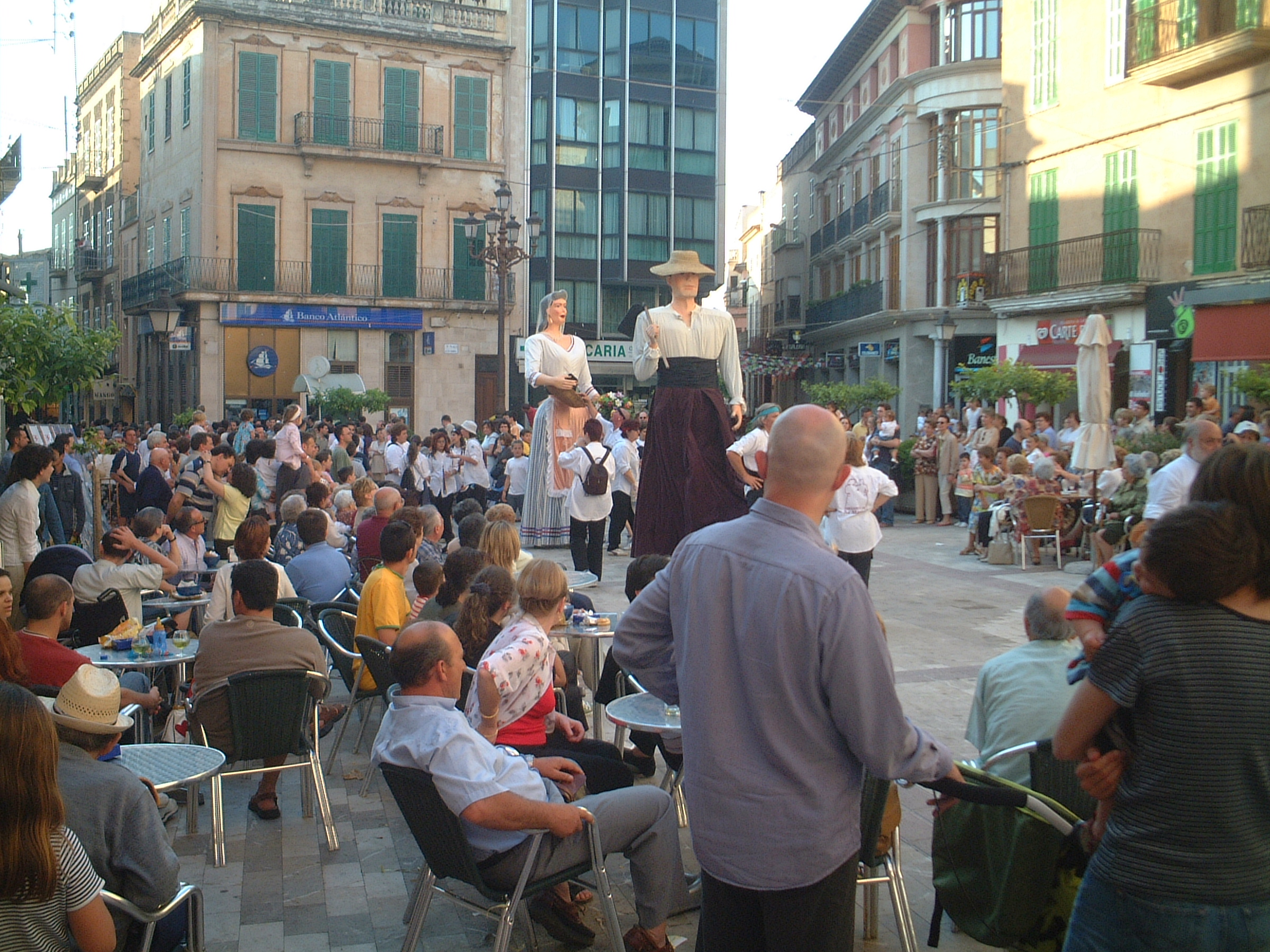
Manifestazione folcloristica a Manacor.

Le prime indicazioni di una antropizzazione del luogo risalgono al 2000 a.C., data alla quale vengono ricollegati i ritrovamenti antropici delle grotte di s'Homonet at Son Ribot e Mitjà de ses Beies a Sa Sínia Nova, oltre a costruzioni simili a la naveta, sia isolate che raggruppate in villaggi nelle località di sa Marineta e s'Hospitalet Vell.
Sono stati inoltre ritrovati alcuni talaiot, costruzioni simili a nuraghe a s'Hospitalet Vell, es Boc, Bellver, Bendrís, Son Sureda and Sa Gruta
I numerosi ritrovamenti effettuati nell'area di Porto Cristo, sbocco sul mare ove era ubicato il porto romano, dimostrano che questo era sede di una fiorente attività, e inoltre sono presenti resti di basilica a sa Carrotja i son Peretó, a testimonianza della presenza della comunità cristiana.
Tuttavia è sotto la dominazione musulmana, instauratasi nell'isola a partire dal 903 che Manacor assume via via maggior importanza fino ad essere una vera e propria città.
Dopo la conquista di Maiorca ad opera del re Giacomo I d'Aragona nel 1229, fu nominato reggente dell'isola il cugino di questi Nuño Sánchez.
Nell'anno 1300 il re Giacomo II di Maiorca diede a Manacor lo stato di municipalità. Di questa epoca si conserva la Torre del Palau e le fortificazioni di campagna di Torre de ses Puntes e Torre dels Enagistes.
San Vincenzo Ferreri fu a Manacor nel 1414. Nell'anno 1576 fu fondato il convento dedicato al santo e dopo la sua costruzione iniziò anche la costruzione della chiesa in stile barocco, mentre il chiostro risale agli inizi del secolo successivo.

## Geografia fisica
Manacor è situata nella zona orientale dell'isola di Maiorca, a circa 50 km da Palma di Maiorca. È il secondo comune dell'isola per estensione e confina a sud con Felanitx, a ovest con Vilafranca de Bonany, a nord con Sant Llorenç des Cardassar e a est con Petra.
Le principali frazioni (in catalano poblacions) sono, oltre alla cittadina di Manacor, Porto Cristo, s'Illot, Cales de Mallorca, Cala Anguila, Cala Mendia, Son Macià e Cala Murada.
La costa è lunga circa 27 km ed è ricca di insenature: Cala Varques, Cala Domingos, Cala Antena, Cala Bota, Cala Virgili, Cala Pilota, Cala Magraner, Cala Sequer e Cala Morlanda.
I rilievi sono poco pronunciati, l'altitudine media è di 125 m. Il territorio comprende tre aree ben distinte:
- Es Pla (it. La Piana), dove si erge il centro urbano, caratterizzata per l'assenza di rilievi, interrotta soltanto dalla valle della Nou;
- la Serra de Llevant (it. Catena di levante), di epoca mesozoica e caratterizzata da rilievi dolci e suoli prevalentemente calcarei, è formata dalle montagne di Calicant (427 m) e Llodrà (350 m), la cima Na Moixa 335 m) e Fangar (318 m).
- la Marina, che costituisce una piattaforma di 4 km di larghezza inclinata verso il mare. I terreni calcarei hanno favorito fenomeni di carsismo dando origine a numerose caverne e anfratti, fra cui le Coves del Drach, le Coves dels Hams e le Coves des Pirata.